# Coppa Italia di Serie A3 2023-2024
La Coppa Italia di Serie A3 2023-2024, terza edizione della competizione, si è svolta dal 9 gennaio al 3 marzo 2024: al torneo hanno partecipato otto squadre di club italiane e la vittoria finale è andata per la prima volta al Franco Tigano.

## Formula
La formula ha previsto quarti di finale, semifinali e finale, tutti disputati in gara unica.

## Squadre partecipanti
| Squadra          | Qualificazione                                          |
| ---------------- | ------------------------------------------------------- |
| CUS Cagliari     | 4ª al girone di andata Serie A3 2023-24 (girone bianco) |
| Franco Tigano    | 4ª al girone di andata Serie A3 2023-24 (girone blu)    |
| Gabbiano Mantova | 1ª al girone di andata Serie A3 2023-24 (girone bianco) |
| Macerata         | 1ª al girone di andata Serie A3 2023-24 (girone blu)    |
| San Giustino     | 2ª al girone di andata Serie A3 2023-24 (girone blu)    |
| Savigliano       | 3ª al girone di andata Serie A3 2023-24 (girone bianco) |
| Team Club        | 2ª al girone di andata Serie A3 2023-24 (girone bianco) |
| Virtus Fano      | 3ª al girone di andata Serie A3 2023-24 (girone blu)    |

## Torneo

### Tabellone
|  | Quarti di finale | Quarti di finale | Quarti di finale |               |     | Semifinali       | Semifinali | Semifinali |  |  | Finale | Finale | Finale |  |
|  |                  |                  |                  |               |     |                  |            |            |  |  |        |        |        |  |
|  | 1Bi              | Gabbiano Mantova | 3                |               |     |                  |            |            |  |  |        |        |        |  |
|  | 1Bi              | Gabbiano Mantova | 3                |               |     |                  |            |            |  |  |        |        |        |  |
|  | 4Bi              | CUS Cagliari     | 0                |               |     |                  |            |            |  |  |        |        |        |  |
|  | 4Bi              | CUS Cagliari     | 0                |               | 1Bi | Gabbiano Mantova | 1          |            |  |  |        |        |        |  |
|  |                  |                  |                  |               | 1Bi | Gabbiano Mantova | 1          |            |  |  |        |        |        |  |
|  |                  |                  | 3Bl              | Virtus Fano   | 3   |                  |            |            |  |  |        |        |        |  |
|  | 2Bl              | San Giustino     | 3Bl              | Virtus Fano   | 3   | 0                |            |            |  |  |        |        |        |  |
|  | 2Bl              | San Giustino     |                  |               |     |                  |            |            |  |  |        |        |        |  |
|  | 3Bl              | Virtus Fano      | 3                |               |     |                  |            |            |  |  |        |        |        |  |
|  | 3Bl              | Virtus Fano      | 3                |               | 3Bl | Virtus Fano      | 1          |            |  |  |        |        |        |  |
|  |                  |                  |                  |               |     |                  |            |            |  |  |        |        |        |  |
|  |                  |                  | 4Bl              | Franco Tigano | 3   |                  |            |            |  |  |        |        |        |  |
|  | 1Bl              | Macerata         | 4Bl              | Franco Tigano | 3   | 2                |            |            |  |  |        |        |        |  |
|  | 1Bl              | Macerata         |                  |               |     |                  |            |            |  |  |        |        |        |  |
|  | 4Bl              | Franco Tigano    | 3                |               |     |                  |            |            |  |  |        |        |        |  |
|  | 4Bl              | Franco Tigano    | 3                |               | 4Bl | Franco Tigano    | 3          |            |  |  |        |        |        |  |
|  |                  |                  |                  |               | 4Bl | Franco Tigano    | 3          |            |  |  |        |        |        |  |
|  |                  |                  | 3Bi              | Savigliano    | 0   |                  |            |            |  |  |        |        |        |  |
|  | 2Bi              | Team Club        | 3Bi              | Savigliano    | 0   | 2                |            |            |  |  |        |        |        |  |
|  | 2Bi              | Team Club        |                  |               |     |                  |            |            |  |  |        |        |        |  |
|  | 3Bi              | Savigliano       | 3                |               |     |                  |            |            |  |  |        |        |        |  |

### Risultati

#### Quarti di finale
| 10 gennaio 2024 PalaSguaitzer, Mantova Durata: 1h:24 - Spettatori:                        | Gabbiano Mantova | 3 - 0 | CUS Cagliari  | 25-20, 25-19, 25-22               |
| 10 gennaio 2024 Palazzetto dello Sport, San Giustino (Italia) Durata: 1h:26 - Spettatori: | San Giustino     | 0 - 3 | Virtus Fano   | 19-25, 22-25, 21-25               |
| 9 gennaio 2024 PalaFontescodella, Macerata Durata: 2h:12 - Spettatori:                    | Macerata         | 2 - 3 | Franco Tigano | 24-26, 25-22, 25-19, 23-25, 19-21 |
| 10 gennaio 2024 PalaBarbazza, San Donà di Piave Durata: 2h:10 - Spettatori:               | Team Club        | 2 - 3 | Savigliano    | 25-11, 23-25, 25-23, 20-25, 13-15 |

#### Semifinali
| 2 marzo 2024 PalaAllende, Fano Durata: 2h:07 - Spettatori: | Gabbiano Mantova | 1 - 3 | Virtus Fano   | 22-25, 21-25, 25-23, 20-25 |
| 2 marzo 2024 PalaAllende, Fano Durata: 1h:20 - Spettatori: | Savigliano       | 0 - 3 | Franco Tigano | 20-25, 23-25, 21-25        |

#### Finale
| 3 marzo 2024 PalaAllende, Fano Durata: 2h:22 - Spettatori: | Virtus Fano | 1 - 3 | Franco Tigano | 25-27, 21-25, 34-32, 16-25 |